# Luân chuyển cán bộ
Luân chuyển cán bộ là hoạt động phổ biến, là một khâu trong công tác cán bộ của các cơ quan Đảng, nhà nước, chính quyền, đoàn thể... trong hệ thống chính trị Việt Nam nhằm chuyển đổi lần lượt vị trí công tác của cán bộ trong cơ cấu tổ chức theo những trình tự có tính lặp lại nhằm đạt tới những mục tiêu về lãnh đạo, quản lý của cơ quan, đơn vị có thẩm quyền quản lý cán bộ.

## Mục đích
- Tạo điều kiện để rèn luyện, bồi dưỡng, thử thách cán bộ.[3]
- Bố trí cán bộ hợp lý hơn, tăng cường được cán bộ cho những nơi có nhu cầu cần thiết, cấp bách.[3]
- Thử thách, khảo nghiệm cán bộ, tạo điều kiện cho công tác đánh giá, là cơ sở để đề bạt, bổ nhiệm, tạo nguồn cán bộ.[3]